# Wadotes willsi
Wadotes willsi är en spindelart som beskrevs av Bennett 1987. Wadotes willsi ingår i släktet Wadotes och familjen mörkerspindlar. Inga underarter finns listade i Catalogue of Life.